# Тобиас, Рудольф
Рудольф То́биас (эст. Rudolf Tobias; 29 мая 1873, Кяйна, остров Хийумаа, Российская Империя ― 29 октября 1918, Берлин) ― эстонский композитор и органист, хоровой дирижёр, педагог.

## Биография
Окончил Санкт-Петербургскую консерваторию по классам органа Л. Гомилиуса и композиции ― Н. К. Римского-Корсакова в 1897 году. Выступал как органист и хоровой дирижёр в Петербурге и Тарту. С 1909 жил в Германии, в 1912―1918 преподавал теорию музыки в Берлинской Высшей школе музыки.
Центральное место в композиторском наследии Тобиаса занимают масштабные вокально-симфонические сочинения. Интересна судьба кантаты «Послание Ионы»: провалившаяся на премьере в 1909 году, она была затем исполнена лишь в 1989 г. (дирижёр Пеэтер Лилье), после того, как была восстановлена пианистом Вардо Румессеном, и принята публикой с восторгом. Ранние сочинения Тобиаса (как, например, увертюра «Юлий Цезарь», написанная в 1896) классичны по стилю, более поздние развивают импрессионистические и экспрессионистические тенденции. С 1904—1908 гг. вел концертную деятельность в Тарту как дирижер, органист и пианист. Организовывал ораториальные концерты.
Портрет Тобиаса помещён на эстонской купюре достоинством в 50 крон. В городе Хаапсалу ему установлен памятник. Вошёл в составленный в 1999 году по результатам письменного и онлайн-голосования список 100 великих деятелей Эстонии XX века.
Похоронен на кладбище родной деревни (Kullamaa Churchyard) в Кулламаа, Эстония.

## Основные сочинения
Кантаты и оратории
- «Иоанн Дамаскин» (1897)
- «Сон Калевипоэга» (1907)
- «Послание Ионы» (1909, восстановлена в 1989)
- «Дева света Ильманейтси» (1911)
- «Калевипоэг у ворот преисподней» (1912)

Инструментальные сочинения
- «Юлий Цезарь», увертюра для оркестра (1896)
- Концерт для фортепиано с оркестром (1897, восстановлен В. Румессеном)
- Два струнных квартета (1899, 1900)
- «Чёрный ворон ― вестник брани», симфоническое каприччио (1909)
- Две фортепианных сонатины и другие пьесы

## Семья
Дочь: Хелен Тобиас-Дуесберг (1919—2010) — эстонско-американский композитор.